# Valete
Valete de son vrai nom Keidje Lima, est un rappeur portugais, né le 14 novembre 1981 à Lisbonne. Il participe au mouvement hip-hop depuis 1997.

## Biographie
Valete est né à Lisbonne le 14 novembre 1981. Dès son plus jeune âge, il développe de fortes opinions politiques, influencé par l'enseignement de la philosophie à l'école. Il rejoint alors le JCP (la jeunesse communiste portugaise), qu'il quitte quelque temps plus tard. Il commence à écouter du rap dès 1991, mais c'est en 1995 qu'il s'intéresse plus aux paroles en écoutant des artistes comme Nas, KRS-One et Racionais MC's. Son nom de scène, Valete, a été inspiré par un documentaire sur la magie, avec l'idée mystique que le valet, aux cartes (Valete en portugais), utilisé dans des tours de magie, ne permettait pas à l'illusion de se développer correctement.
Sa carrière débute en 1997 accompagné de Adamastor, la création d'un groupe appelé Canal 115, et la signature sur le label Horizontal Records. Au cours de cette même année, et à seulement seize ans, il commence à enregistrer des mix-tapes. Il tourne avec Canal 115 pendant 2 ans au Portugal, avant de reprendre ses études et ainsi obtenir un diplôme en communication.
En 2002, il revient avec son album Educação Visual, qu'il lance de manière indépendante. Valete, qui, avant cet album, était connu pour être un freestyler, montre dans celui-ci son talent d'écriture. Il développe des problèmes politiques et sociaux comme le capitalisme. Dans la chanson anti-Herói, il se définit comme un trotskiste beliciste.
Son deuxième album, Serviço Público, a été nommé comme un des meilleurs albums du hip-hop portugais en 2006 par les critiques. Il a également été choisi comme meilleur second album national par les auditeurs de l'émission de hip-hop suburbano sur la radio de l'université de Coimbra, RUC. Le critique de rap Rui Miguel Abreu, l'a considéré comme le seul rappeur politique au Portugal.
Actuellement, il partage son temps entre sa carrière professionnelle et comme commercial dans une entreprise.